# Brownsdale, Minnesota
Brownsdale là một thành phố thuộc quận Mower, tiểu bang Minnesota, Hoa Kỳ. Năm 2010, dân số của thành phố này là 676 người.

## Dân số
- Dân số năm 2000: 718 người.
- Dân số năm 2010: 676 người.